# 斯科蒂·皮蓬

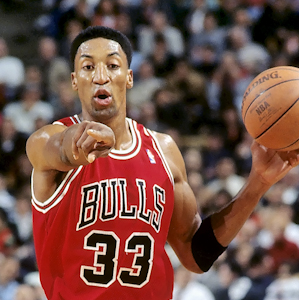
公牛時期的斯科蒂·皮蓬

斯科蒂·皮蓬（英語：Scottie Pippen，1965年9月25日—），出生於美國阿肯色州的汉堡，美国NBA职业篮球运动员，身高6呎8吋，體重228磅，被視為NBA史上最伟大的全能小前锋之一。1987年NBA聯盟選秀會上被西雅图超音速以第五順位選中後，隨即被交易至他職業生涯的起點芝加哥公牛。职业生涯拿到六枚NBA总冠军戒指（1991-1993年，1996-1998年），获得1992年及1996年两次奥运会金牌，七次入選NBA全明星賽，1994年獲選NBA全明星赛最有價值球員，1996年入选NBA50大巨星。後期曾轉到休斯敦火箭及波特蘭拓荒者，在2003年落叶归根回归芝加哥公牛，打完最后一个赛季后于2004年10月5日宣佈退役，退休後擔任球評。

## 大學時期
皮蓬出身於中阿肯色大學，在大四那年取得平均23.6分、10籃板的成績。

## 职业生涯

### 選秀
芝加哥公牛有意在1987年選秀會中獲得皮蓬，而該屆選秀芝加哥公牛握有第八順位以及第十順位的首輪籤，雖然選秀權位於第六順位的沙加緬度國王在選前表示會在選秀會上選擇肯尼·史密斯，但沙加緬度國王總經理乔·阿克塞尔森曾被芝加哥公牛總經理傑瑞·克勞斯親眼目睹與皮蓬進行過交談，克勞斯認為沙加緬度國王會在第六順位攔胡皮蓬，於是與第五順位的西雅图超音速總經理鲍勃·惠齐特洽談交易皮蓬事宜，雙方在選秀會當天凌晨達成交易協議，交易達成的關鍵在於第四順位的洛杉矶快船選走了西雅图超音速鎖定的雷吉·威廉斯，此時西雅图超音速就會在第五順位選擇皮蓬，芝加哥公牛則在第八順位選擇了奥尔登·波利尼斯。NBA籃球營運執行副總裁罗德·索恩在選秀會尚未結束前宣布芝加哥公牛與西雅图超音速進行了交易，西雅图超音速將第五順位選擇的皮蓬送往芝加哥公牛，芝加哥公牛則把第八順位選擇的波利尼斯連同1988年或1989年次輪籤以及附帶保護的首輪籤互換權送往西雅图超音速。

### 早年
加入職業聯盟的第一年初期，皮蓬只在球隊擔任替補角色，但到了同一季的季後賽裏，皮蓬已經取得了先發位置，並與迈克尔·乔丹聯手率領公牛闖進東區季後賽第二輪，漸漸展露鋒芒。
翌年，皮蓬於球季中期成為球隊先發，平均成績提升至14.4分、6.1籃板、3.5助攻，更在對洛杉磯快艇的一場比賽中取得職業生涯首個三双。
踏入職業生涯的第三年（1989-90年），皮蓬在新任總教練菲尔·杰克逊的指導下，成為球隊的關鍵人物。皮蓬受惠於助理教練泰克斯·溫特的「三角戰術」，使其組織球隊戰術的能力得以盡情發揮。出色的表現讓他首次取得出席明星賽的資格，並且協助球隊闖進東區季後賽決賽，最後僅敗在底特律活塞手下。然而，皮蓬越來越出色的防守，讓他得以協助球隊於翌年接連擊敗宿敵活塞及總冠軍賽對手湖人，揭開公牛第一次王朝的序幕。其中，他在總冠軍賽成功防守住湖人明星魔術強森，因而聲名大噪，其防守亦漸被人們認同。
1992年是皮蓬豐收的一年：第二次入選全明星賽、季末入選NBA最佳陣容第二隊、NBA最佳防守陣容第一隊、協助球隊衛冕總冠軍；季外被選為1992年夢幻一隊成員等等。

### 乔丹退休時期
1993年乔丹突然宣佈退休，讓皮蓬第一次擔起球隊隊長的工作，而他亦打出球員生涯最佳的成績（22分，8.7籃板，5.6助攻，2.94抄截），並繼續帶領公牛殺入東岸季後賽。然而，在東岸第二輪對上宿敵之一纽约尼克斯的第三場，完場前1.8秒發生了一段小插曲，由於皮蓬不滿杰克逊教練將最後一擊的執行權交給新人托尼·库科奇，拒絕重返球場，結果库科奇不負眾望射入奠定勝利的一球，挽救了球隊被掃地出局的命運。這事件令外界震驚，讓不少人開始產生了皮蓬「缺乏領袖器度」、「無法領導沒有乔丹的球隊」等質疑，也開始傳出他與球隊高層及教練不和的種種傳言，使他的職業生涯蒙上一層陰影，當時公牛總經理更曾作出以他交換超音速隊的肖恩·坎普的打算。幸而這一切都在乔丹重返球場後平息了。

### 第二次三連霸
1995-96年，剛復出的乔丹與皮蓬及新加盟的丹尼斯·罗德曼聯手組成公牛「鐵三角」，加上罗恩·哈珀、卢克·朗利及一眾綠葉，使公牛的戰績直線飙升，最後更取得NBA當時史上第一的72勝10負(現第二)，奏起公牛王朝第二次三連霸的序曲，接連擊敗西雅圖超音速（1996年）及猶他爵士（1997、1998年）而再度成為聯盟霸主。可是，由于皮蓬1991年新秀合同结束时出于对个人身体状况的担忧和保障家人的需要，不顾乔丹等人的劝阻，与公牛签订了一份总金额2000万美元且年薪逐年递减的7年长约，而随着90年代后期NBA薪资水平的暴涨，皮蓬这份合同1997-98赛季的277.5万年薪在该季只能排在全联盟中下游，尤其是乔丹该季年薪高达3314万美元，而皮蓬作为公牛王朝二把手却只能在公牛队内年薪排名第六。于是他在1997-98赛季开始前多次向公牛管理层发难，要求提前跳出合同重签一份顶薪长约，总经理克劳斯拒绝了他的要求，并一度想用他换取高中生新秀特雷西·麦克格雷迪。最后虽在乔丹的斡旋下交易未能成行，但皮蓬却选择将背傷拖延至球季开赛后才进行手术，导致他该季僅出賽四十四場，更使公牛開季之初面臨「可能進不了季後賽」的窘境。直至皮蓬復出後，公牛戰績大有改善，並得以順利完成三連霸，由此亦可見皮蓬對球隊的重要性，但这场闹剧也导致皮蓬与公牛管理层的关系彻底破裂。

### 轉會火箭
1998年夏天，乔丹第二次宣佈退休，球隊不再與杰克逊教練以及罗德曼續約，而皮蓬亦因薪資問題與球隊鬧不和，因而被球隊先簽後換至西岸球隊休斯頓火箭，「公牛王朝」亦正式宣告解散。在火箭隊中，皮蓬取代了刚刚退休的克莱德·德雷克斯勒，与哈基姆·奥拉朱旺及查尔斯·巴克利三位50大球星組成黃金三角，尤其是此前从未夺冠的巴克利为了冠军自降身价，仅拿老将底薪来腾出薪资空间，以便皮蓬签下高薪合同。这支豪华组合本被各界看好能使火箭重奪總冠軍，然而三人由于打法上的不兼容和缩水赛季的紧密赛程，始終不能產生化學作用，皮蓬亦因被看成球隊的第三號人物而不滿，更因为在季后赛第一轮与洛杉矶湖人比赛时的糟糕表现被巴克利指责没有争冠的决心而闹出不和，結果在火箭隊逗留了一年後，便被交易至波特蘭拓荒者隊。

### 生涯末期
1999年休赛季，皮蓬因与巴克利矛盾激化，被火箭队交易到开拓者队。當時的开拓者隊擁有堪稱全聯盟最豪华的陣容，皮蓬亦成為隊中的領袖，並帶領球隊直闖2000年西岸決賽，與当季总冠军湖人隊血戰七場後才告落敗。可惜的是，之后几季皮蓬與拓荒者隊的成績每況愈下，皮蓬更因傷患纏身，影響力大不如前。2003年，皮蓬在新任公牛總經理、前隊友约翰·帕克森引薦下重回芝加哥，帕克森希望皮蓬能以他的經驗傳授予一眾年輕的公牛小將。然而，傷患不斷使皮蓬無奈於2004年10月5日宣佈高掛球衣，結束其輝煌的十六年職業生涯。
2005年12月9日，皮蓬的33號球衣退休，與乔丹的23號球衣、杰里·斯隆的4號球衣及鲍勃·洛夫的10號球衣並列於公牛隊主場聯合中心球場的上空，成為球隊史上第四件退休的球衣。

## 評價
皮蓬与乔丹并称公牛的「滴血双角」，也被評論員形容為公牛的「左右連拳」（The One-Two Punch），與喬丹並立形象深植人心而被球迷稱之為「天下第二人」揚名於國際，他的貢獻在於能夠勝任場上每一個工作，包括組織、得分、籃板和助攻，特別是防守，與乔丹的进攻成為公牛王朝的兩大基石。儘管90年代NBA偏好的防守風格幾乎一面倒向籃板保護、阻攻能力強的中鋒球員身上，使得皮朋從未獲得年度最佳防守球員肯定，他仍被評為該時期防守最出色的小前鋒，連續八年入選年度最佳防守陣容第一隊以及總抄截次數排名史上第五位即是證明。皮朋不只防守與他對位的小前鋒，還經常被派去壓制對方的王牌球星，甚至遭遇中鋒也能抗衡，而其對包夾協防的預判與時機掌握堪比他的一對一防守，同樣為人所稱道。總括來說，對運球持球者施壓、傳球路線截斷破壞、大範圍輪轉補位協防、機敏迅速禁區包夾、切入上籃追防封阻、適時進攻犯規製造......，皮朋的籃球智商和價值在此嶄露無遺。
雖然皮朋以出色的防守聞名，但其進攻能力也毫不含糊。手長腳長的他幾乎兩、三步就能切入籃框下，撕裂對方的防線，快攻時與喬丹的搭配也令對方難以招架。三分投射能力亦是其重要武器，他是公牛隊史上三分球出手次數和命中次數最多的球員，堪稱公牛隊先發陣容的主力外線射手，這是乔丹不及他的地方。
此外，皮蓬雖職司小前鋒，但由於當時的公牛隊沒有純粹的控球後衛（先發控球後衛罗恩·哈珀在加盟公牛隊前是得分後衛），他在場上往往取代控球後衛，成為「三角戰術」的實際發動者，這受惠於皮朋在大學時期的首個位置正是控球後衛。加上其他方面的貢獻，包括得分、籃板、助攻、抄截、阻攻等均有一定水平。皮朋重新詮釋了小前鋒的定義，也成為90年代全能小前鋒的典範，對日後小前鋒的球風發展產生深遠影響，堪稱是現代籃球中「控球前鋒」的濫觴。
他也被媒體稱作是公牛王朝「3 man」中的蝙蝠俠（Batman），另外則是超人（Superman）乔丹和罗德曼（Rodman）。

## 成就／榮譽

### NBA成就
- 6次NBA總冠軍：1991–1993，1996–1998
- 7次NBA全明星球員：1990、1992–1997
- 1次NBA全明星賽最有價值球員：1994
- 7次NBA最佳陣容：
  - 第一陣容：1994–1996
  - 第二陣容：1992、1997
  - 第三陣容：1993、1998
- 10次NBA最佳防守陣容：
  - 第一陣容：1992–1999
  - 第二陣容：1991、2000
- 1次NBA抄截王：1995
- NBA50大巨星：1996

### NBA生涯紀錄
- NBA歷史上總抄截排行榜第七（2307次）
- NBA歷史上平均抄截排行榜第十三（1.96次）
- NBA歷史上季後賽出場第十多球員（208場）
- NBA歷史上季後賽出場時間排行榜第五（8105分鐘）
- NBA歷史上季後賽總助攻排行榜第十（1048次）
- NBA歷史上季後賽總籃板排行榜第十三（1583個）
- NBA歷史上季後賽平均抄截排行榜第十一（1.9次）

### 其他
- 2次奧運會男子籃球金牌：1992、1996